# Petunia hybrida
Petunia hybrida là loài thực vật có hoa trong họ Cà. Loài này được hort. ex Vilm. miêu tả khoa học đầu tiên năm 1863.